# Zoonavena
Zoonavena é um género de aves da família Apodidae.

## Lista de espécies
O género Zoonavena é composto por 3 espécies:
- Andorinhão-malgaxe, Zoonavena grandidieri
- Andorinhão-de-são-tomé, Zoonavena thomensis
- Andorinhão-indiano, Zoonavena sylvatica